# Дьёндьёши, Мартон
Мартон Дьёндьёши (венг. Gyöngyösi Márton; род. 8 июня 1977 года, Кечкемет) — венгерский политик, председатель партии «Йоббик» с 2022 года, депутат Государственного собрания, депутат Европейского парламента IX созыва.

## Биография
Благодаря профессиональной деятельности отца, работавшего в Министерстве внешней торговли Венгрии, детство Дьёндьёши провёл в Египте, Ираке, Афганистане и Индии. В 1996 году окончил гимназию Арона Тамаши в Будапеште, а в 2000 году завершил обучение в Тринити-колледже в Дублине, где изучал экономику и политологию. В течение года учился в Университете Эрлангена — Нюрнберга по стипендии. Несколько лет работал налоговым консультантом в консалтинговой компании KPMG в Дублине, а с 2005 года — в Будапеште. В 2007—2010 годах работал в компании Ernst & Young.
В 2006 году вступил в партию «Йоббик». На выборах 2010 года избран в Государственное собрание от этой партии. Получил медийную известность за пределами страны, когда в 2012 году потребовал в парламенте составить список евреев, сидящих в венгерских органах власти и якобы наносящих вред государству. Это заявление привело к протестам в Будапеште, в которых, в частности, приняли участие послы Израиля и США. С тех пор умерил свою позицию и работал над улучшением имиджа партии.
В 2014 и 2018 годах успешно переизбирался на парламентских выборах. В 2019 году избран депутатом Европарламента IX созыва. В июле 2022 года стал новым председателем своей партии.
Дьёндьёши женат. Его жена Агнеш юрист и экономист. У них есть сын.